# Список банків Великої Британії
В списку представлені найбільші банки Великої Британії. Усього в 2010 році у Великій Британії діяло понад 200 комерційних банків.

## Центральний банк
- Банк Англії

## Найбільші роздрібні комерційні банки
| Банк                                                                          | Штаб-квартира                   | Ринкова вартість (£, млрд) 2013 | Сукупні активи (£, млрд) 2012 |
| ----------------------------------------------------------------------------- | ------------------------------- | ------------------------------- | ----------------------------- |
| HSBC                                                                          | Кенері-Ворф, Лондон, Англія     | 126.3                           | 1,677                         |
| Lloyds Banking Group (Lloyds Bank та Bank of Scotland)                        | Лондонське Сіті, Лондон, Англія | 53.5                            | 955                           |
| Royal Bank of Scotland Group (NatWest, Royal Bank of Scotland та Ulster Bank) | Единбург, Шотландія             | 42                              | 1,405                         |
| Barclays                                                                      | Кенері-Ворф, Лондон, Англія     | 43.6                            | 1,620                         |
| Standard Chartered                                                            | Лондонське Сіті, Лондон, Англія | 36.7                            | 395                           |

## Інші великі банки
- Банк Ірландії
- Північний банк (Ірландія)
- Перший трастовий банк
- Клайдсдейл банк
- Allied Irish Banks
- Bradford & Bingley
- The Co-operative Bank
- Halifax
- HBOS
- Al Rayan Bank
- N M Rothschild & Sons
- Santander UK
- Tesco Bank
- TSB Bank
- Virgin Money UK